# Brđani (żupania brodzko-posawska)
Brđani – wieś w Chorwacji, w żupanii brodzko-posawskiej, w gminie Rešetari. W 2011 roku liczyła 252 mieszkańców.